# 改税約書
改税約書（かいぜいやくしょ）とは、安政五カ国条約付属貿易章程の改訂協約である。江戸協約とも呼ばれる。

## 調印の経緯と内容
安政5年（1858年）以降、江戸幕府は、天皇・朝廷や諸大名を無視して欧米諸国と次々に安政五カ国条約（安政の仮条約）を締結した。
しかしながら、江戸幕府は、違勅、日本国側の関税自主権放棄による物価高騰・品不足、領事裁判権の設定による泣き寝入り被害者、1633年以降の鎖国令や1825年以降の異国船打払令との矛盾、威嚇による屈服開港推進による征夷大将軍・幕府・武家の棟梁としての信用失墜、など江戸幕府自身が発生させた問題によって国内を「騒擾（そうじょう）」状態にしてしまっていたため、欧米列強に当初の開港期限、即ち、文久2年（1862年）12月5日（1863年01月01日）を5年も延長してもらって、新たな開港期限を慶応3年（1867年）12月7日（1868年01月01日）としていた。朝廷は慶応元年（1965年）10月5日、安政五カ国条約に勅許を与えたものの、兵庫開港は不許可とした。
開港のためには、開港の6か月前に布告が必要と規定されていた。更に、欧米列強は、6か月前の布告では自国民に告知するには遅過ぎるとして、より早期の開港の布告を、幕府を通して天皇・朝廷に求めていた。
改税約書は、安政五カ国条約所定の開港期限を間近に控えて兵庫港沖に集結した欧米列強の要望および列強艦隊の威圧を受け、1866年6月25日（慶応2年5月13日）、江戸幕府の老中水野忠精とイギリス、アメリカ、フランス、オランダの4カ国代表との間で調印された。駐日イギリス公使パークスを中心とする列強側は、財政難の江戸幕府が支払いに困窮している下関戦争賠償金総額の3分の2を減免することを条件に条約の勅許、兵庫早期開港、関税率低減を要求した。
これにより、輸入品価格の35％ないし5％をかける従価税方式であった関税が、4年間の物価平均で定まる原価の一律5％を基準とする従量税方式に改められた。これにより、ただでさえ日本国内での物価が日本国側の関税自主権放棄のため高騰していたところへ、更に異国の安価な商品が大量に流入することとなり、貿易収支を更に不均衡にしたのみならず、日本における産業資本の発達を更に著しく阻害した。また、高価格の異国商品の輸入については一転して有利となったため、異国からの高価格商品の輸入も大いに促進された。
1894年（明治27年）に廃棄された。